# X戰警系列電影演員列表
本列表為X戰警電影系列演員列表，記述電影出現過的變種人及在電影中使用過的超能力。

## 主要角色演员
| 角色                         | 电影                      | 电影          | 电影                   | 电影                           | 电影                                      | 电影                                           | 电影                | 电影            | 电影          | 电影                | 电影            |
| 角色                         | X战警                     | X战警2        | X戰警：最後戰役        | 變種特攻：狼人外傳             | X战警：第一战                             | X戰警：未來昔日                                | 惡棍英雄：死侍      | X戰警：天啟     |               | 死侍2               | X戰警：黑鳳凰   |
| ---------------------------- | ------------------------- | ------------- | ---------------------- | ------------------------------ | ----------------------------------------- | ---------------------------------------------- | ------------------- | --------------- | ------------- | ------------------- | --------------- |
| 詹姆斯·罗根·赫雷特 金刚狼    | 休·杰克曼                 | 休·杰克曼     | 休·杰克曼              | 休·杰克曼 特洛伊·希文Y         | 休·杰克曼C                                | 休·杰克曼                                      | 休·杰克曼PC         | 休·杰克曼C      | 休·杰克曼     | 休·杰克曼C          |                 |
| 查尔斯·賽维尔 X教授          | 派崔克·史都華             | 派崔克·史都華 | 派崔克·史都華          | 派崔克·史都華C                 | 詹姆斯·麥艾維 Laurence BelcherY           | 派崔克·史都華 詹姆斯·麥艾維 Laurence BelcherYA |                     | 詹姆斯·麥艾維   | 派崔克·史都華 | 詹姆斯·麥艾維C      | 詹姆斯·麥艾維   |
| 艾瑞克·蓝歇尔 万磁王         | 伊恩·麥克連 Brett MorrisY | 伊恩·麥克連   | 伊恩·麥克連            |                                | 麥可·法斯賓達 Bill MilnerY                | 伊恩·麥克連 麥可·法斯賓達                      |                     | 麥可·法斯賓達   |               |                     | 麥可·法斯賓達   |
| 史考特·桑瑪斯 镭射眼         | 詹姆斯·马斯登             | 詹姆斯·马斯登 | 詹姆斯·马斯登          | 提姆·波科克                    |                                           | 詹姆斯·马斯登C                                 |                     | 泰·謝里丹       |               | 泰·謝里丹C          | 泰·謝里丹       |
| 琴·葛雷 火凤凰               | 芳姬·詹森                 | 芳姬·詹森     | 芳姬·詹森 Haley RammY  |                                |                                           | 芳姬·詹森C                                     |                     | 苏菲·特纳       |               |                     | 苏菲·特纳       |
| 奥蘿洛·蒙羅 暴风女           | 荷莉·貝瑞                 | 荷莉·貝瑞     | 荷莉·貝瑞              |                                |                                           | 荷莉·貝瑞                                      |                     | 雅莉珊卓·希普   |               | 雅莉珊卓·希普C      | 雅莉珊卓·希普   |
| 鲍比·杜瑞克 冰人             | 肖恩·阿什莫               | 肖恩·阿什莫   | 肖恩·阿什莫            |                                |                                           | 肖恩·阿什莫                                    |                     |                 |               |                     |                 |
| 瑪莉 小淘气                  | 安娜·派昆                 | 安娜·派昆     | 安娜·派昆              |                                |                                           | 安娜·派昆C                                     |                     |                 |               |                     |                 |
| 瑞雯·達克霍 魔形女           | 丽贝卡·罗梅恩             | 丽贝卡·罗梅恩 | 丽贝卡·罗梅恩          |                                | 珍妮佛·勞倫斯 Morgan LilyY 丽贝卡·罗梅恩O | 珍妮佛·勞倫斯 Morgan LilyYA                    |                     | 珍妮佛·勞倫斯   |               |                     | 珍妮佛·勞倫斯   |
| 凱蒂·普莱德 幻影猫           | Sumela KayC               | Katie StuartC | 艾伦·佩姬              |                                |                                           | 艾伦·佩姬                                      |                     |                 |               |                     |                 |
| 约翰·阿勒代斯 火人           | Alexander BurtonC         | 艾伦·史丹佛   | 艾伦·史丹佛            |                                |                                           | 艾伦·史丹佛                                    |                     |                 |               |                     |                 |
| 亨利"汉克"·麦考伊 野兽       |                           | Steve BacicC  | 凯西·葛雷莫            |                                | 尼古拉斯·霍尔特                           | 尼古拉斯·霍尔特 凯西·葛雷莫OC                  |                     | 尼古拉斯·霍尔特 |               |                     | 尼古拉斯·霍尔特 |
| 彼得·拉斯普廷 钢人           |                           | 丹尼尔·寇摩   | 丹尼尔·寇摩            |                                |                                           | 丹尼尔·寇摩                                    | 史提芬·卡皮契       |                 |               | 史提芬·卡皮契       | 丹尼尔·寇摩     |
| 李千欢 欢欢                  | Katrina FloreceC          | Kea WongC     | Kea WongC              |                                |                                           |                                                |                     | Lana Condor     |               |                     |                 |
| 寇特·華格納 蓝恶魔           |                           | 艾伦·卡明     |                        |                                |                                           |                                                |                     | 寇帝·史密-麥菲  |               | 寇帝·史密-麥菲C     | 寇帝·史密-麥菲  |
| 華倫·沃辛頓三世 天使         |                           |               | 本·福斯特 凱登·博伊德Y |                                |                                           |                                                |                     | 班·哈迪         |               |                     |                 |
| 亞歷克斯·桑瑪斯 冲击波       |                           |               |                        |                                | 卢卡斯·提尔                               | 卢卡斯·提尔                                    |                     | 卢卡斯·提尔     |               |                     |                 |
| 彼得·马克西莫夫 快銀         |                           |               |                        |                                |                                           | 伊凡·彼得斯                                    |                     | 伊凡·彼得斯     |               | 伊凡·彼得斯C        | 伊凡·彼得斯     |
| 伊莉莎白"贝琪"·布拉多克 灵蝶 |                           |               | Meiling MelançonC      |                                |                                           |                                                |                     | 奥利维亚·穆恩   |               |                     | 奥利维亚·穆恩   |
| 維克多·克里德 劍齒虎         | 泰勒·曼恩                 |               |                        | 李佛·薛伯 Michael James OlsenY |                                           |                                                |                     |                 |               |                     |                 |
| 恩·沙巴·奴尔 天启            |                           |               |                        |                                |                                           | Brendan PedderC                                |                     | 奥斯卡·伊萨克   |               |                     |                 |
| 威廉·史崔克                  |                           | 布莱恩·考克斯 |                        | 丹尼·休斯顿                    |                                           | 乔什·赫尔曼 布莱恩·考克斯A                     |                     | 乔什·赫尔曼     |               |                     |                 |
| 莫伊洛·瑪塔格                |                           |               | Olivia Williams        |                                | 萝丝·拜恩                                 |                                                |                     | 萝丝·拜恩       |               |                     |                 |
| 韋德·威爾遜 死侍             |                           |               |                        | 史考特·阿金斯                  |                                           |                                                | 萊恩·雷諾斯         |                 |               | 萊恩·雷諾斯         |                 |
| 凡妮莎                       |                           |               |                        |                                |                                           |                                                | 莫蓮娜·芭卡琳       |                 |               | 莫蓮娜·芭卡琳       |                 |
| 黃鼠狼                       |                           |               |                        |                                |                                           |                                                | T·J·米勒            |                 |               | T·J·米勒            |                 |
| 青少女彈頭                   |                           |               |                        |                                |                                           |                                                | 布莉安娜·海德布蘭德 |                 |               | 布莉安娜·海德布蘭德 |                 |
| 阿杜                         |                           |               |                        |                                |                                           |                                                | 卡蘭·索尼           |                 |               | 卡蘭·索尼           |                 |
| 盲婦愛兒                     |                           |               |                        |                                |                                           |                                                | 萊絲莉·奧甘絲       |                 |               | 萊絲莉·奧甘絲       |                 |
| 卡利班 Caliban               |                           |               |                        |                                |                                           |                                                |                     | 托馬·勒瑪奎     | 史蒂芬·默錢特 |                     |                 |

## 角色介紹

### X戰警出現新角色
角色及其擁有的超能力，如下：
- Wolverine（金鋼狼）

原名：James Logan Howlett（詹姆斯"羅根"·赫雷特）后泛称“Logan”“罗根”
主角，全身骨骼包括可自由伸缩的爪子都被人以手术植入方式注入超能鋼“亚德曼金属”包裹。在电影《變種特攻：狼人外傳》尾声因被手术操纵者“Stryker”“史崔克”以超能钢子弹射中脑部而失去营救其妻子之前的記憶，後來加入X教授创办的组织X戰警。
技能：利用手上的伸縮鋼爪，作為攻擊武器
超能力：受傷的傷口超快速自我復原、极大地延缓衰老和灵敏的嗅覺,(植入亞德曼金屬前之骨爪)
- Storm（暴風女）

原名：Ororo Monroe( 奧蘿洛·蒙羅 )
X战警中唯一来自非洲之队员，在X教授的學校擔任老師，是X戰警其中一員兼副隊長。
技能：利用暴風把自己吹起，做成飛行的效果，制造雷电击中敌人
超能力：操控天氣的能力，能做出所有氣象現象（大霧、雷電交加、晴天、下雨...）PS:情緒也會帶動天氣的轉變
- Cyclops（獨眼龍）

原名：Scott Summers（史考特·桑瑪斯）
在X教授的學校擔任老師，是X戰警其中一員兼隊長。雙眼會不斷發出的鐳射光，需配戴特製紅石英眼罩阻擋。和琴葛雷“Jean Grey”是情侶。
技能：利用眼睛發出極具殺傷力且可通过特制眼镜调节的鐳射，作為攻擊武器
超能力：眼睛會發出鐳射
- Phoenix/ Dark Phoenix（火鳳凰/黑暗火鳳凰/灵鸟）

原名：Jean Grey（琴·葛雷）
在X教授的學校擔任老師，是X戰警其中一員。和獨眼龍是情侶。
技能：利用念力移動物件和在被黑暗凤凰（灵鸟“Pheonix”）附身之前，较弱的心灵感应能力
超能力：念力，心灵感应能力
- Professor X（X教授）

原名：Charles Xavier（查爾斯·賽維爾）
在自己创办的天赋青少年學校擔任校長，訓練及教導不被人接受的變種人，讓他們可以到社會工作或加入變種特工。行動不便（於“X戰警：第一戰”中被原本射向万磁王但却被反弹时的子彈打中臀部双腿关节处，其後表明感覺不到雙腳），要靠輪椅代步。
技能：可以利用超腦室（脑波增大器）去加強自己的超能力，從而連接所有人類和變種人，找出他們的位置或殺死他們
超能力：讀心，用腦电波控制他人
- Rogue（小淘氣）

原名：Marie（瑪莉）
是X教授的學校的學生。
技能：與他人有肌膚接觸時，能吸收及借用對方的超能力及體力,但会导致对方全身麻痹（接觸時間長久者會致命）
超能力：吸收對方的超能力及體力
- Magneto（萬磁王）

原名：Eric Lensherr（艾瑞克·藍歇爾）
是X教授的朋友。憎恨人類 對人類充滿憤恨，认为變種人能取代正常人類。
技能：利用磁力控制金屬移動及金屬形狀
超能力：製造磁場
{在漫畫及動畫 的角色定為 並非邪惡 而是與X教授經營不同理念為目標 但两者均以拯救被迫害的變種人為目標}
- Mystique（魔形女）

原名：Raven Darkholme（瑞雯·達克霍）
是萬磁王的手下，X教授的青梅竹馬。
技能：利用超能力變成任何人
超能力：可以改變外表及聲音而不受年齡等物理因素影響,衰老延遲
- Sabretooth（劍齒虎）

原名：Victor Creed( 維克多·克里德 )
是萬磁王的手下。曾是金刚狼羅根的義兄,後被洗腦加入萬磁王陣營。
技能：利用銳利牙齒攻擊敵人
超能力：超大力氣、靈敏既聽覺、視覺、嗅覺、自我復原、長壽
- Toad（癩蛤蟆）

原名：不明
是萬磁王的手下。
技能：利用伸縮的舌頭攻擊敵人
超能力：良好彈跳力和伸縮的舌頭

### X戰警2出現的新角色
角色及其擁有的超能力，如下：
- Iceman（冰人）

原名：Bobby Drake（巴比·德瑞克）
是X教授的學校的學生。和火人是朋友。
技能：可用冰將自己包裹、噴冰
超能力：可以改變物質溫度致結冰
- Pyro（火人）

原名：John Allerdyce（約翰·艾勒戴斯）
是X教授的學校的學生。和冰人是朋友。後來加入萬磁王。
技能：可以自由操縱火焰。能把手中的火焰射出。
超能力：控制火焰
- Nightcrawler（藍魔鬼）

原名：Kurt Wagner ( 寇特·華格納 )
原是刺殺總統的刺客，其實心地善良，後被暴風女及琴葛雷規勸，最後成為X戰警。
技能：利用心靈運輸可以瞬間轉移到任何眼見的地方。如果要轉移到看不見的地方，可能會轉移到牆壁裡或半空中。
超能力：心靈運輸
- Colossus（鋼人）

原名：Peter Rasputin（彼得·拉斯普亭）
是X教授的學校的學生。
技能：利用金屬身體作攻擊
超能力：可把金屬將自己包裹
- Lady Deathstrike（死亡女）

原名：Yuriko Oyama（小山百合子）
是William Stryker的手下，由改造金鋼狼的人改造。能力和金鋼狼一樣。為史崔克之助理。
技能：利用伸縮鋼爪作攻擊(鋼爪=指甲)
超能力：自我復原
- Hallucination（幻覺大師）

原名：Jason Stryker（傑森·史崔克）
以前是X教授的學校的學生。是William Stryker的兒子。後被改造成143號改造人。
技能：利用幻像影響他人感官
超能力：製造幻像
- Siryn （賽蓮）

原名：Theresa Cassidy（泰芮莎·卡西迪）
是X教授的學校的學生。是William Stryker闖入學校抓走的學生。是X戰警:第一戰裡的海妖海妖的女兒
技能：從口發出極高分貝的尖叫(於X戰警中穿上由漢基設計的衣服，捕捉反彈回來的超聲波就可以飛行，同時可充當海底聲納)
超能力：尖叫、超音波
- Jubilee （歡歡）

原名：Jubilation Lee（李歡騰）
是X教授的學校的學生。是William Stryker闖入學校抓走的學生。
技能：從指尖放出具有爆破性和殺傷力的煙火。
超能力：施放煙火

### X戰警：最後戰役出現的新角色
角色及其擁有的超能力，如下：
- Beast（野獸）

原名：Henry "Hank" McCoy（亨利"漢克"·麥考伊）
全身長滿藍色毛髮，是政府的官員，是變種特工其中一員。也是X教授的知心好友。
技能：野獸的獨覺及氣力
超能力：野獸的獨覺及氣力
- Shadowcat（幻影貓）

原名：Kitty Pryde（凱蒂·普萊德）
是X教授的學校的學生，是變種特工其中一員。對冰人有好感。
技能：可以抓著其他人穿過任何物質；穿過物質其間把人卡在墻壁裡
超能力：穿過任何物質，碰觸到的物體也可穿過任何物質
- Angel（天使）

原名：Warren Worthington Ⅲ（華倫·沃辛頓三世）
是製藥廠的老闆的兒子，是變種特工其中一員。
技能：利用巨大的翅膀，拍出巨風，飞行，在翅膀被改造成由钢铁组成的翅膀后，能发射金属尖刺攻击敌人
超能力：長有巨大的翅膀，及鳥類的眼睛、骨骼、呼吸及獨覺
- Dark Phoenix（黑暗火鳳凰）

原名：Jean Grey（琴·葛雷）
是Jean Grey的另一個潛在人格，自稱火鳳凰，是極少數的五級能力者。
技能：利用念力去閱讀他人的思想記憶或移動物件
超能力：念力
- Hedgehog（刺蝟人）

原名：不明
是萬磁王向大眾變種人宣布要與人類開戰時的變種人聽眾。後來加入萬磁王。
技能：用尖刺刺人
超能力：全身突出尖棘
- Callisto（夜行女）

原名：不明
是萬磁王向大眾變種人宣布要與人類開戰時的變種人聽眾。後來加入萬磁王。後被暴風女以落雷電死。
技能：用快速移動來攪亂敵人
超能力：快速移動，感應變種人的位置及能力等級
- Avatar（千面人）

原名：不明
本來被囚車押送（X战警 最后一战），被萬磁王救出，後來加入萬磁王。
技能：讓自己在同一時間重複出現
超能力：分身
- Juggernaut（紅坦克）

原名：不明
本來被囚車押送，被萬磁王救出，後來加入萬磁王。當紅坦克起動沒有人能阻擋。
技能：把敵人摔出去
超能力：吸收四周的能量作自己的能量，使自己變得力大無窮
- Earthquake（震波女）

原名：Skype
是萬磁王向大眾變種人宣布要與人類開戰時的變種人聽眾。後來加入萬磁王。
技能：先瞄準目標，然後雙手拍掌，就能利用震波破壞它們。
超能力：震波
- Leech（水蛭）

原名：吉米（Jimmy）
生化製藥公司利用他，來製造令變種人變回人類的藥。
技能：只要變種人靠近他，就會失去超能力
超能力：抑制其他人的超能力
- Gecko（壁虎）

原名：不明
是萬磁王向大眾變種人宣布要與人類開戰時的變種人聽眾。
技能：爬牆
超能力：爬牆
- Morph（變形王）

原名：不明
是萬磁王向大眾變種人宣布要與人類開戰時的變種人聽眾。
技能：變肥變瘦變高變矮
超能力：改變體形
- Listen（聽音）

原名：不明
是萬磁王向大眾變種人宣布要與人類開戰後，加入萬磁王。是聽到金鋼狼入侵萬磁王大本營的人。
技能：順風耳的聽力
超能力：超級聽力
- Black（黑夜）

原名：不明
是萬磁王向大眾變種人宣布要與人類開戰後，加入萬磁王。
技能：全身变成深黑色
超能力：在黑夜以黑色隱藏
- Spike（尖柱）

原名：不明
是萬磁王向大眾變種人宣布要與人類開戰後，加入萬磁王。是金鋼狼入侵萬磁王大本營與金鋼狼戰鬥的人。最後被金鋼狼殺死。
技能：把伸出尖柱并掉出，攻擊敵人。
超能力：手部脉搏处伸出尖柱
- Lizard（蜥蜴怪）

原名：不明
是萬磁王向人類開戰時其中一位變種人。
技能：變成蜥蜴
超能力：變成蜥蜴
- Canine（尖牙）

原名：不明
是萬磁王向人類開戰時其中一位變種人。
技能：長有尖牙
超能力：長有尖牙
- Devil（惡魔）

原名：不明
是萬磁王向人類開戰時其中一位變種人。
技能：全身紅色，有角，尾巴末端为矛头形状，能攻击
超能力：瞬移
- Shift（轉移人）

原名：不明
是萬磁王向人類開戰時其中一位變種人，最先上前的小卒。
技能：空間轉移
超能力：空間轉移
- Sponge（再生俠）

原名：不明
是萬磁王向人類開戰時其中一位變種人，被金鋼狼踢中下體（并对其说：再长出来吧）。
技能：自我再生
超能力：自我再生的能力
- Rabbit Frog（兔蛙）

原名：不明
是萬磁王向人類開戰時其中一位變種人，最先上前的小卒。
技能：跳躍
超能力：超強跳躍力
- Fly（飛行人）

原名：不明
是萬磁王向人類開戰時其中一位變種人，最先上前的小卒。
技能：飛行
超能力：飛行
- Soot（煙火人）

原名：不明
是萬磁王向人類開戰時其中一位變種人。
技能：用火花及煙灰攻擊
超能力：口部嘖出火花及煙灰
- Stealth（隱形人）

原名：不明
是萬磁王向人類開戰時其中一位變種人。與刺蝟人和震波女一起丟製藥廠的老闆下樓。
技能：隱形
超能力：隱形